# Лампито
Лампито, также Лампидо (др.-греч. Λαμπιδώ) — спартанская аристократка. Дочь, жена и мать спартанских царей.
Лампито родилась в семье спартанского царя из династии Еврипонтидов Леотихида II от второго брака с Евридамой, сестрой Мения, дочерью Диакторида. Леотихид женился во второй раз после того как умер его сын от первого брака Зевксидам. Спартанский царь женил свою дочь с внуком от Зевксидама Архидамом. Близкородственные браки были типичным явлением в семьях спартанских царей. Возможно, таким образом они стремились сохранить накопленное имущество внутри царского дома.
Плутарх называл Лампито женщиной «замечательной и достойной». Она родила от Архидама, царя Спарты, сына Агиса, который также стал царём. Сама Лампито умерла до Архидама. После её смерти царь женился повторно. От этого брака родился Агесилай.
Несмотря на то, что Лампито умерла раньше своего супруга Архидама и, соответственно, восшествия на престол сына Агиса, в античных источниках её представляли как одновременно дочь, жену и мать царя. Так, Сократ в диалоге Платона «Алкивиад Первый» говорит своему ученику: «Лампидо, дочь Леотихида, жена Архидама и мать Агиса — а все они были царями — была бы удивлена, сравнивая твои данные с преимуществами своих сородичей, и задавалась бы вопросом, каким образом рассчитываешь ты, будучи столь скверно воспитан, бороться с ее сыном. А не позор ли это, если жены наших врагов лучше нас самих судят о том, какими мы должны быть, чтобы с ними сражаться?» Древнеримский писатель Плиний Старший приводил Лампито в качестве редкого примера людей, которым всю жизнь улыбается счастье: «Среди женщин во все времена находится одна спартанка Лампидо, которая была дочерью царя, женой царя и матерью царя».
Возможно, Лампито стала прототипом одноимённого персонажа в комедии Аристофана «Лисистрата».